# Tröllakirkja (Snjófjöll)
Tröllakirkja ist ein vulkanischer Berg im Bezirk Strandasýsla, Westen von Island.

## Name und Volkssage
Der Name bedeutet im Deutschen Trollkirche.
Eine Volkssage erzählt z. B. von einer in der Tröllakirkja auf der Holtavörðuheiði beheimateten Trollfrau, die Steine auf eine Kirche am Hrútafjörður wirft.

## Lage
Die Tröllakirkja befindet sich auf der Hochebene Holtavörðuheiði zwischen Borgarfjörður und Hrútafjörður, die sie um ca. 600 m überragt.

## Geologie
Es handelt sich um den erodierten Rest eines 6–7 Millionen Jahre alten Vulkans, der aus Basaltlagen besteht.

## Wandern auf die Tröllakirkja
Obwohl der Berg keineswegs abgelegen ist, wird er doch eher selten bestiegen. Dabei ist es einfach, vom Hringvegur auf der Holtavörðuheiði aus hinaufzuwandern. Bis weit ins Frühjahr hinein kann man dazu auch noch Langlaufski benutzen.